# Karányi J. Dániel
Karányi J. Dániel (Budapest, 1982. július 26. –) zeneszerző, dj, reklámszakember, reklámfilmrendező. Tizenkilenc éves kora óta aktív részese a magyar zenei életnek, 2008 óta a Friendly Advertising reklámcég társtulajdonosa. Többek között a Music FM-ben Music Killer's Dj.

## Életpályája

### Korai évek
Karányi Budapest egyik külvárosi kerületében, Rákospalotán született. Édesanyja olasztanár, műfordító, néprajzkutató, édesapja fizikus és programozó. Általános iskolásként hatottak rá: The Prodigy, Pink Floyd, Peter Gabriel, King Crimson, Jetro Tull és Genesis.
Gimnazistaként kedvelte meg az akkori drum and bass-t és a breakbeat-et, uk garage-t, ekkori kedvencei Aphex Twin, LTJ Bukem, Dj Krush, Kruder and Dorfmeister.

### Kezdeti zenei próbálkozások
1995-től klasszikus zongorát tanult, komponálással és amatőr, később félprofi felvételek készítésével próbálkozott. Ezután kezdte érdekelni a szintetizátoros zene. Nagy hatással volt rá Ravel, Chick Corea, a Propellerheads, a The Prodigy, a Neo.
Az elkészült felvételekkel felkereste Prieger Zsoltot (Anima Sound System), aki segítette őt a zenék online kiadásában. Így készült el a Private Sun című lemez.

### Oktogon (2002)
2001 nyarán leszerződött az Underground Recordshoz, és elkészítette bemutatkozó nagylemezét, az Oktogont.
A lemezt a jazz, klasszikus zene, chill-out, ambient, electro, kísérleti elektronika, progresszív rock-hatásai jellemzik.
Az Oktogon-ról egyértelműen kiemelkedő “Dallam” c. szám nemzetközi siker lett, melyből kislemez, videóklip és többféle remix is készült.

### Független projektek (2003–2005)
Az érettségi után live-act-ezett, produceri munkákat végzett. 
2003 őszén egy vakokból álló színtársulat színdarabjának zenei producere és hangszerelője volt.
Londonban egy Los Angeles-i énekesnő, Addie Brik lemezén működött közre.
2004 tavaszán Poppé Béla A Valóság című kisjátékfilmjének zenéjét és hanganyagát készítette. Videójáték-zenét írt és elektronikus formációkban zenélt.

### Digital Digital (2005)
2004-ben átigazolt egy új független magyar dance kiadóhoz, a CLS Music-hoz. A kiadóváltás sokban közrejátszott az új anyag stílusában. Karányi tudatosan vegyítette a popzenei elemeket az underground elektronikus zenével. 
A lemez központi és vissza-vissza térő eleme a földön való utazás. Szerkezetileg ez a lemez már egy konkrétan megtervezett ívet jár be. 
A lemezzel megnyerte a Fonogram díjat (Az Év Hazai Elektronikus Lemeze).

### DJ / Live Act
A Digital Digital megjelenését követően Karányi élő fellépései megszaporodtak. Fellépett a Digital Digital lemezről ismert Keszthelyi Virággal (ének), Princz Ágostonnal (scratch DJ), többnyire az album anyagával. Fesztiválokon (Volt, Sziget), egyetemi rendezvényeken játszottak. 
Ezt követően csatlakozott a csapathoz MC Emanuel, valamint Princzet Vághy Tamás váltotta fel.
Jelenleg Karányi elsősorban DJ-ként dolgozik.

### Aerodynamics (2008)
2008 őszén Karányi elkészült az Aerodynamics című koncept albummal, amely az előző lemez "utazás" témáját folytatja.

### Díjak
1. Fonogram díj 2005: Legjobb Magyar Elektronikus Zenei Díj (Karányi – Digital Digital)
2. Fonogram díj 2008: Legjobb Magyar Elektronikus Zenei Díj (Karányi – Aerodynamics)
3. Petőfi Zenei Díj 2016: Az év dj-je

## Diszkográfia

### Albumok
- Oktogon Underground Records, 2001
- Digital Digital – CLS Music, 2004
- Aerodynamics – CLS Music, 2008

### Kislemezek
- Karányi – Dallam EP, Underground Records, 2002
- Karanyi – Road To Home/Hazaút – EP, CLS Music 2004
- Karanyi – Road To Home/Hazaút – EP, CLS Music Digital 2004
- Karanyi ft. Judie Jay – I May Be Your Star – EP, CLS Music 2004
- Karanyi ft. Judie Jay – I May Be Your Star – EP, CLS Music Digital 2004
- Karanyi ft. Judie Jay – Libido – EP, Motivo Digital 2008
- Karanyi ft. Judie Jay – Libido Remixes 1 – EP, Cloud 9 Dance Digital 2008
- Karanyi ft. Judie Jay – Libido Remixes 2 – EP, Cloud 9 Dance Digital 2008
- Karanyi – My Baby My Remixes – EP, CLS Music Digital 2008
- Karanyi – Road To Home Remixes – EP, Lip Recordings Digital 2008
- Karanyi – My Baby My Remixes – EP, CLS Music Digital 2008
- Potif – Trans Atlantic Airline – EP, CLS Music Digital 2008
- Potif – Keep Busted – EP, CLS Music Digital 2008
- Potif – Stockholm – EP, CLS Music Digital 2008
- Potif – Hero – EP, CLS Music Digital 2008

## Remixek / Produceri munkák
- Balkan Fanatik – Fuckman (Karányi remix) – Warner Rec, 2003
- Addie Brick & Karanyi – Fruit Fly ‘Addie Brick – Loved Hungry’ album London – Itza Records, 2003
- Andrewboy – This Love (Karanyi remix) – CLS Music Digital 2008
- Neo – Spellbound (Karanyi & Potif Stein remix) – CLS Music Digital 2008
- The Trousers – Blood For You (Karanyi & Potif Stein remix) – The Trousers 2009
- Hangmás – We Are Modern (Karanyi & Potif Stein remix) – Hangmás 2009

## Videók
- Karányi – Dallam video – Four Cut – Underground Records, 2001
- Karányi – Road To Home / Hazaút animációs video – Morpho DCC – CLS Music, 2005
- Karányi – You Delight / Álomszép video – Morpho DCC – CLS Music, 2006
- Karányi ft. Judie Jay – I May Be Your Star video – Hajagos Bálint / Lehel Olivér – CLS Music, 2007
- Karányi – My Baby My video – Ráday Dávid / Lehel Olivér- CLS Music, 2008

## Külső hivatkozások
- Karanyi hivatalos oldala
- Karanyi Facebook rajongói oldal
- Karanyi Twitter oldala
- Karanyi Myspace oldala